# Pobre millonaria
Pobre millonaria es una telenovela grabada en el año 2008 producida por Venevisión International.
Esta novela se grabó en la pujante y atractiva Ciudad de Panamá.
Es una adaptación de la telenovela venezolana Por amarte tanto, de 1993.
Protagonizada por Gianella Neyra y Jorge Aravena, con las participaciones antagónicas de Roxana Díaz y Eduardo Serrano, y la reaparición estelar de la primera actriz Rosana Uribe.

## Sinopsis
Isabela del Castillo Landaeta es una joven solitaria y tímida que no logra complacer a su padre, don Fernando Andrés del Castillo, ya que vive reprochándola y criticando su actitud, forma de vestir y poco parecido a su madre, doña Amanda Landaeta del Castillo, quien fallece cuando ella nació, Fernando Andrés la obliga a trabajar en la empresa de la familia para que se adapte a ella ya que es la única heredera de la empresa, Isabela es obligada a ocupar un puesto en la empresa, donde en un terrible accidente conoce a Luís Arturo Ramírez Santana y así se dará comienzo a muchos aprietos entre ellos. Pero la llegada de Damiana Grisanti Landaeta (prima de Isabela) teniendo un parecido con su tía (Amanda) y teniendo una ambición desmedida, toma la propuesta de hacerse dueña de la fortuna de su tío Fernando Andrés del Castillo a quien tratará de seducir, sin que le importe la opinión de su madre, doña Luciana Landaeta viuda de Grisanti, y al parecer Luís Arturo también va cayendo en su trampa. Pero Luís Arturo se irá enamorando de Isabela, lo cual provocara celos a Damiana, pero cuando trate de decir la verdad será ya muy tarde. Isabela gracias al amor descubre su propia fuerza, y trata de encontrar su verdadero tesoro.

## Elenco
- Gianella Neyra como Isabela del Castillo Buendía-Landaeta.
- Jorge Aravena como Luís Arturo Ramírez Santana.
- Roxana Díaz como Amanda Buendía-Landaeta de Del Castillo/ Damiana Grisanti Buendía-Landaeta.
- Eduardo Serrano como don Fernando Andrés del Castillo.
- Rossana Uribe como doña Luciana Buendía-Landaeta viuda de Grisanti.
- Kassandra Tepper como Yolanda Inés Hernández.
- Vicente Tepedino como Diego Salvador Medina Alonso.
- Paola Toyos como Diana Eloísa.
- Gina Broce como Paula Jimena Ramírez Santana.
- Rasiel Rodríguez como Miguel Ángel.
- Joshua Manopla como Clavo.
- Mara Caponi como doña Esperanza Santana de Ramírez.
- Lucho Gotti como don Gerónimo Ramírez.
- Edwin Cedeño como Octavio.
- Diego Fernández de Córdova como Piero.
- Adrián Benedetti como Alfredo.
- Agustín Clement como Marco Tulio.
- Fariba Hawkins como Milagros Corina.
- Rogelio Bustamante como Aníbal Pantoja.
- Ash Oliveira como Alba Sofía.
- Robert Ordóñez
- Juan Villaverde
- Giancarlo Marine como Juvenal.
- Carlos Díaz como Vicente.
- Angie Cabrera como Cruz "Crucita".
- Frank Mármol como Rodolfo Ernesto.
- José Carranza como Poncho "Ponchito".
- Diana Díaz como doña Trinidad "Trini".
- Agustín Goncalvez como José Antonio.
- Elizabeth Jipsion como Matilde "Mati".
- Zaida Batista como Lulú.
- Lucía Moreno como Tomasa "Tomasita".
- Fernán Luis Adames Touzard
- Alejandra Arias
- Didimo Cerrud
- Rodrigo Farrugia Castro
- Marilena Gonzáles
- Miguel Herrera
- Sebastián Paniza
- Lara Pithon Azevedo
- Pablo Salas
- Roxana Sixto
- Juan David Valdez Lauri
- Randy Dominguez

## Banda sonora
| N.º | Título                                    | Escritor(es)                    | Notas                              |
| --- | ----------------------------------------- | ------------------------------- | ---------------------------------- |
| 1   | «Solo» (interpretado por Héctor Montaner) | Héctor Montaner & Andrés Castro | Tema de apertura de la telenovela. |